# Muehlenbeckia tuggeranong
Muehlenbeckia tuggeranong är en slideväxtart som beskrevs av D.J. Mallinson. Muehlenbeckia tuggeranong ingår i släktet sliderankor, och familjen slideväxter. Inga underarter finns listade i Catalogue of Life.